# Endoderma

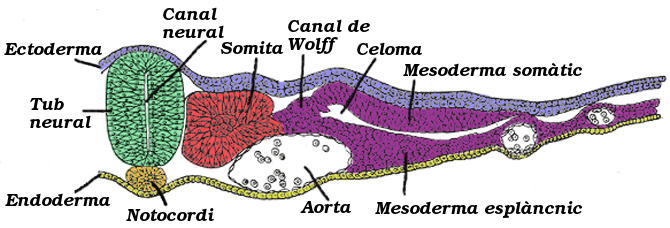
Esquema en el que es veu l'endoderma

L'endoderma (molt sovint mal anomenada endoderm) és la capa germinativa que es troba a l'interior dels embrions de metazous. Dona lloc a diverses estructures, com per exemple el fetge, el pàncrees, part del tub digestiu, epitelis de la tràquea, bronquis, uretra, i altres.